# Triangle negre

Un triangle negre.

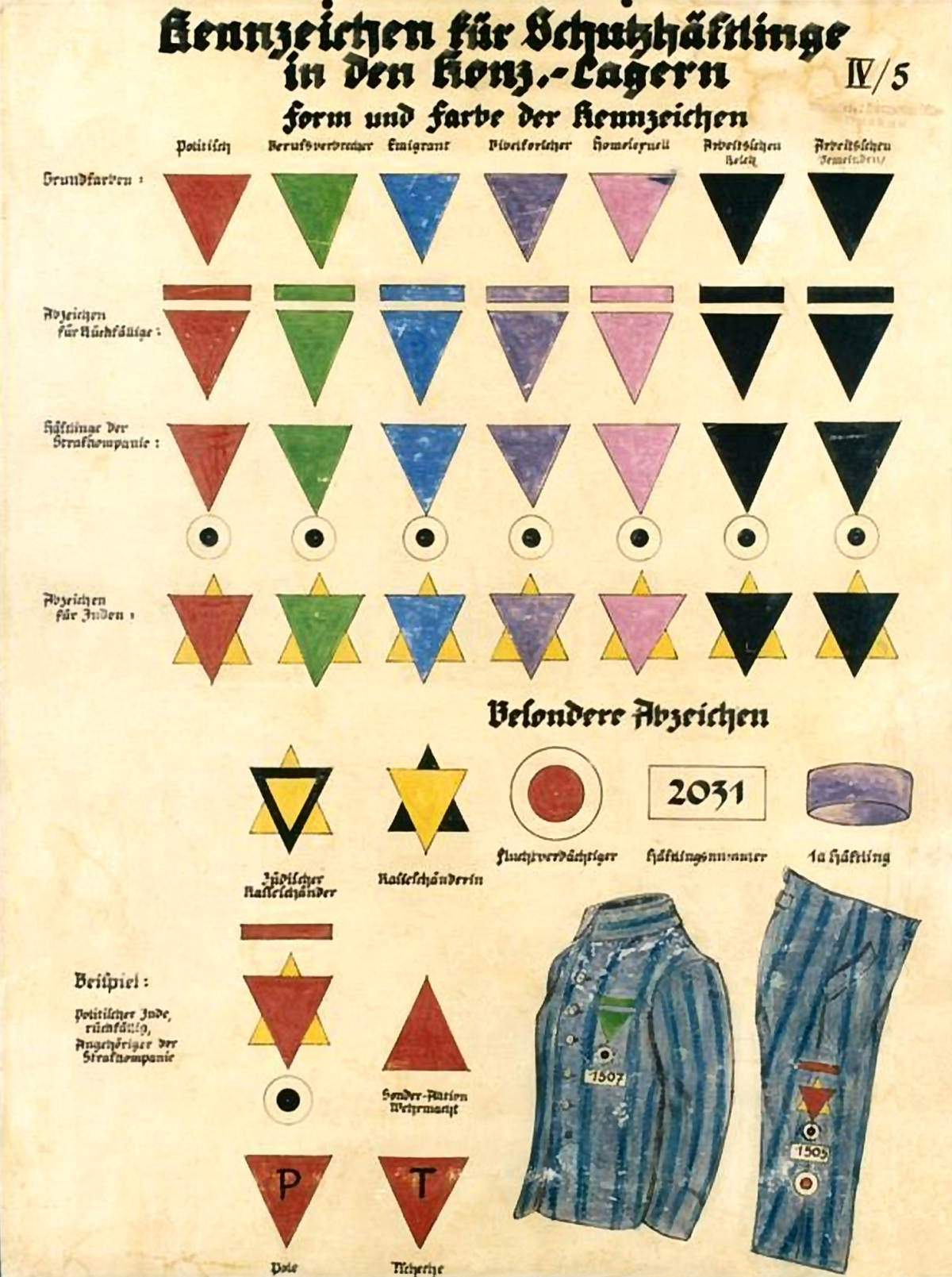
Símbols de marcatge nazis

Un triangle negre invertit (▼) és un símbol d'orgull i solidaritat per a feministes i lesbianes.
Té el seu origen en l'Alemanya nazi, on era una de les diverses insígnies en forma de triangle invertit usades en els camps de concentració per a marcar les diferents categories de presoners (vegeu sistema de marcatge als camps de concentració nazis). El triangle negre estava reservat a tots els que eren considerats antisocials: rodamons, gitanos, alguns anarquistes i dones a qui es considerava una amenaça per als valors de la família nazi, com ara lesbianes i prostitutes. L'origen n'és sovint interpretat de forma errònia com un pubis femení.
Com a símbol de l'orgull lèsbic se l'ha considerat com l'equivalent femení del triangle rosa, que és un símbol per als homosexuals masculins. Actualment s'usa sovint com a símbol lèsbic o feminista, ja que la inversió representa la resistència contra la discriminació, en contraposició de la passiva acceptació del tractament separat però igual.